# Android One
Android One je program pro výrobce telefonů, který je zavazuje k nabídce telefonů s originální verzí operačního systému Android s naprostým minimem úprav. Google sám pak těmto telefonům poskytuje bezpečnostní aktualizace po dobu 3 let a aktualizace systému po dobu 2 let. Tyto aktualizace jsou poskytovány v co nejkratším čase, podobně jako takto Google podporuje svoje telefony Google Pixel.
Díky tomu jsou telefony z programu Android One oproti běžným telefonům s upraveným Androidem od výrobce výkonnější a především bezpečnější, protože vydávání bezpečnostní aktualizací trvá výrobcům týdny a aktualizace systému měsíce.

## Vlastnosti přístrojů v programu Android One
- Android OS obsahuje pouze základní nabídku aplikací. Telefon neobsahuje žádné aplikace předinstalované výrobcem.[1][2][4][3]
- Obsahuje pouze standardní uživatelské rozhraní Android.[1][2][4][3]
- Aktualizace operačního systému Android jsou poskytovány po dobu dvou let.[1][2][4][3]
- Pravidelné bezpečnostní aktualizace po dobu tří let.[1][2][4][3]

## Historie
Původní program Android One byl nabízen pro rozvojové země pro velmi levné přístroje do ceny 100 USD. Tato aktivita se však nesetkala s úspěchem. Proto ho v roce 2017 Google předefinoval pro telefony nižší a střední třídy, čehož využilo mnoho výrobců, takže byl tento program nakonec úspěšný.
Alternativou Android One v původní podobě je dnes program Android Go.